# Wybory prezydenckie w Czechach w 2018 roku
Wybory prezydenckie w Czechach w 2018 roku zostały przeprowadzone w terminie 12 i 13 stycznia 2018. Ponieważ żaden z kandydatów nie uzyskał wymaganej większości głosów poparcia, w dniach 26 i 27 stycznia 2018 została przeprowadzona II tura wyborów, w której ponownie zwyciężył urzędujący prezydent Miloš Zeman.

## Podłoże
Były premier Miloš Zeman został wybrany na urząd prezydenta Republiki Czeskiej w 2013, pokonując ministra spraw zagranicznych Karela Schwarzenberga w pierwszych bezpośrednich wyborach prezydenckich w tym kraju. Do 2012 roku wszystkie wybory prezydenckie w Czechach miały charakter pośredni, a głowę państwa wybierał parlament Republiki Czeskiej.
Według sondaży przeprowadzonych w 2016 roku Zeman był liderem, a jego szanse na reelekcję uznano za wysoką, choć spekulowano, że kandydatura Zemana byłaby uzależniona od stanu jego zdrowia. Zeman ogłosił swoją kandydaturę 9 marca 2017. Pojawiły się spekulacje, że zarówno socjaldemokraci (ČSSD), jak i ANO 2011 mogą poprzeć Zemana, jednak żadna z partii nie zrobiła tego.
W dniu 23 sierpnia 2017 Przewodniczący Senatu ogłosił, że pierwsza tura wyborów prezydenckich odbędzie się w dniach 12 i 13 stycznia 2018, a druga tura odbędzie się w dniach 26 i 27 stycznia 2018, jeżeli będzie taka potrzeba. Termin zgłaszania kandydatów zaplanowano na 7 listopada 2017.

## Kandydaci
Osoby zainteresowane startem w wyborach muszą zebrać 50 000 podpisów od obywateli lub otrzymać poparcie ze strony dwudziestu posłów lub dziesięciu senatorów. Następnie kandydaci muszą złożyć swoje wnioski i podpisy na 66 dni przed rozpoczęciem wyborów, po czym następuje weryfikacja kandydatur przez Ministerstwo Spraw Wewnętrznych.
Wstępnie 19 kandydatów ogłosiło chęć startu w wyborach prezydenckich. Tylko dziewięciu z nich spełniło wymagania dotyczące rejestracji i stali się oficjalnymi kandydatami: Jiří Drahoš, Pavel Fischer, Petr Hannig, Marek Hilšer, Michal Horáček, Jiří Hynek, Vratislav Kulhánek, Mirek Topolánek i Miloš Zeman.

### Oficjalni kandydaci
Dziewięciu kandydatów zebrało wymaganą liczbę podpisów (lub otrzymało poparcie od wymaganej liczby posłów lub senatorów), a ich kandydatura została zatwierdzona przez Ministerstwo Spraw Wewnętrznych. Każdy kandydat otrzymał swój numer startowy przyznany przez Ministerstwo.
| Numer porządkowy | Kandydat           | Partia                                                                            | Spełnienie wymogu rejestracyjnego | Pełniona funkcja/zawód                                                | Uwagi | Strona www                                                                |
| ---------------- | ------------------ | --------------------------------------------------------------------------------- | --------------------------------- | --------------------------------------------------------------------- | --- | ------------------------------------------------------------------------- |
| 1                | Mirek Topolánek    | Niezależny. Poparty przez: ODS, SsČR, MK, OKS                                     | 10 senatorów                      | Były premier                                                          | Topolánek ogłosił swoją kandydaturę w dniu 5 listopada 2017                                                             | http://www.mirekprezident.cz/                                             |
| 2                | Michal Horáček     | Niezależny                                                                        | 86 940 podpisów                   | Przedsiębiorca, autor tekstów, poeta, pisarz, dziennikarz i producent | Horáček ogłosił 7 października 2016 r., że zdecydował się kandydować na prezydenta                                      | https://www.michalhoracek.cz                                              |
| 3                | Pavel Fischer      | Niezależny                                                                        | 17 senatorów                      | Były ambasador we Francji, doradca                                    | Fischer ogłosił 24 października 2017 swoją kandydaturę                                                                  | https://www.pavelfischer.cz                                               |
| 4                | Jiří Hynek         | Realiści                                                                          | 22 posłów                         | Przedsiębiorca, menedżer i polityk                                    | Hynek ogłosił swoją kandydaturę 21 sierpnia 2017 jako kandydat partii politycznej Realiści                              | https://hynekprezident.cz                                                 |
| 5                | Petr Hannig        | Partia Zdrowego Rozsądku (Rozumní). Poparty przez: ND, RSČMS, ZpL, KSH, ČHNJ, DSZ | 20 posłów                         | Piosenkarz, producent muzyczny i polityk                              | Hannig ogłosił swoją kandydaturę 19 lipca 2017. 26 października 2017 ogłosił, że otrzymał poparcie ze strony 20 posłów. | http://www.petrhannig-rozumni.cz                                          |
| 6                | Vratislav Kulhánek | Obywatelski Sojusz Demokratyczny (ODA)                                            | 23 posłów                         | Przedsiębiorca, menedżer, polityk. Były prezes Škoda Auto             | W dniu 29 czerwca 2017 r. Sojusz Obywatelskich Demokratów (ODA) ogłosił Kulhanka jako swojego kandydata.                | https://web.archive.org/web/20180204085026/https://www.kulhaneknahrad.cz/ |
| 7                | Miloš Zeman        | SPO. Poparty przez: SPD                                                           | 113 038 podpisów                  | Prezydent Republiki Czeskiej                                          | 9 marca 2017 Zeman ogłosił, że będzie ubiegał się o reelekcję.                                                          | https://web.archive.org/web/20200808152432/http://www.zemanznovu.cz/      |
| 8                | Marek Hilšer       | Niezależny                                                                        | 11 senatorów                      | Nauczyciel akademicki, lekarz i aktywista społeczny                   | Ogłosił swoją kandydaturę w lipcu 2016, stając się pierwszym zdeklarowanym kandydatem.                                  | http://www.mareknahrad.cz                                                 |
| 9                | Jiří Drahoš        | Niezależny. Poparty przez: KDU-ČSL, STAN, MSD                                     | 141 234 podpisy                   | Były przewodniczący Czeskiej Akademii Nauk                            | 28 marca 2017 ogłosił chęć kandydowania w wyborach.                                                                     | https://www.jiridrahos.cz                                                 |

### Zdyskwalifikowani kandydaci
| Kandydat         | Partia     | Spełnienie wymogu rejestracyjnego | Pełniona funkcja/zawód    | Uwagi                                                           | Strona www               |
| ---------------- | ---------- | --------------------------------- | ------------------------- | --------------------------------------------------------------- | ------------------------ |
| Josef Toman      | Niezależny | 11 podpisów pod kandydaturą. Nie. | Doktor                    |                                                                 | http://www.joseftoman.cz |
| Terezie Holovská | Niezależna | 1 podpis pod kandydaturą. Nie.    | Przedsiębiorca i polityk. | Holovská ogłosiła swoją kandydaturę w dniu 31 października 2017 | brak                     |

Pozostałe zdyskwalifikowane kandydatury: Petr Blaha, Daniel Felkel, Oldřich Fiala, Roman Hladík, Libor Hrančík, David Chadim, Anna Kašná, Martin Ludačka i Karel Světnička.

### Wycofane kandydatury
| Kandydat        | Partia     | Pełniona funkcja/zawód    | Uwagi |
| --------------- | ---------- | ------------------------- | --- |
| Otto Chaloupka  | Niezależny | Były poseł                | Chaloupka ogłosił swoją kandydaturę 10 kwietnia 2017. Zakończył swoją kamapnię w wyborach prezydenckich 7 listopada 2017, ponieważ nie zebrał wystarczającej liczby podpisów.                  |
| Michal Gulyáš   | Niezależny | Aktor, producent i pisarz | Gulyáš ogłosił swoją kandydaturę 11 stycznia 2017, ale wycofał się z wyborów 7 lutego z powodów osobistych.                                                                                    |
| Miroslav Sládek | SPR-RSČ    | Przewodniczący SPR-RSČ.   | Sládek rozpoczął zbieranie podpisów i ogłosił swoją kandydaturę 27 lutego 2017. W dniu 23 października 2017 wycofał się z wyborów ze względu na słaby wynik SPR-RSČ w wyborach parlamentarnych |
| Vladimír Boštík | Niezależny | Przedsiębiorca            | Boštík ogłosił swoją kandydaturę 30 sierpnia 2017. |

## Stanowiska partii politycznych
- ANO 2011 pierwotnie planowała wystawić własnego kandydata, ale zrezygnowała z tego pomysłu po wyborach parlamentarnych w 2017 roku. Różni komentatorzy sceny politycznej spekulowali, że partia ANO poprze ministra Martina Stropnickego[48][49] lub obecnego prezydenta Zemana[50]. 6 grudnia 2017 Andrej Babiš ogłosił, że ANO 2011 nie poprze żadnego kandydata na prezydenta[51]. Babiš później ogłosił, że ANO ostatecznie poprze kandydata o czym poinformuje opinie publiczną 11 stycznia 2018[52].
- Niewielka prawicowa Obywatelska Partia Konserwatywna (OKS) poparła kandydaturę Topolánka w dniu 4 listopada 2017 za pośrednictwem swojej strony na Facebooku, gdy zaczęły się spekulacje na temat jego kandydatury[53].
- Obywatelski Sojusz Demokratyczny (ODA) mianował Vratislava Kulhánka na swojego kandydata[54].
- Centroprawicowa Obywatelska Partia Demokratyczna (ODS) miała wystawić własnego kandydata, ponieważ lider Petr Fiala powiedział, że partia prawdopodobnie nie poprze Zemana, Drahoša ani Horáčka[55]. Potencjalnym kandydatem został Jaroslav Kubera[56]. W listopadzie 2017 Mirek Topolanek ogłosił swoją kandydaturę jako niezależny kandydat i został poparty przez ODS[57].
- KDU-ČSL początkowo rozważała poparcie Michała Horáčka[58], ale ostatecznie zdecydowała się na poparcie Jiříego Drahoša[59].
- KSČM ogłosiła 9 września 2017, że poprze kandydata, który będzie szanował program partii i zgodzi się na jej warunki[60].
- Czeska Partia Piratów ogłosiła 25 października 2017, że nie wystawi swojego kandydata ani nie udzieli poparcia dla żadnego innego kandydata[61].
- Na konferencji prasowej 9 grudnia 2017 partia Wolność i Demokracja Bezpośrednia (SPD) udzieliła poparcia urzędującemu prezydentowi Milošowi Zemanowi[62].
- Partia Przedsiębiorców Republiki Czeskiej (SsČR) 8 grudnia 2017 poparła Mirka Topolánka[63].
- Partia Zielonych opublikowała swoją strategię na wybory prezydenckie w dniu 1 czerwca 2016. Partia jest przeciwna urzędującemu prezydentowi Milošowi Zemanowi i zaplanowała wystawienie wspólnego kandydata partii centrolewicowych we współpracy z ČSSD, Partią Piratów i KDU-ČSL. Partia nie ma zasobów kadrowych, aby nominować własnego kandydata[64].
- Burmistrzowie i Niezależni poparli Jiříego Drahoša w dniu 31 października 2017[65].
- Partia Morawianie ograniczyła się do zadania wszystkim dziewięciu kandydatom pytań dotyczących rozwiązania konkretnych problemów dotyczących Moraw[66].
- Nie dla Brukseli – Narodowa Demokracja (ND) poparła Petra Hanniga[67].
- Partia Praw Obywateli (SPO) potwierdziła swoje poparcie dla Zemana w dniu 29 grudnia 2017[68].
- Partia Zdrowego Rozsądku (Rozumní) wyznaczyła Petra Hanniga na swojego kandydata. Hannig otrzymał także poparcie kilku mniejszych partii, w tym RSČMS, Zmiany dla Ludzi (ZpL), Ruchu Konserwatywno-Społecznego (KSH), Czeskiego Ruchu Jedności Narodowej (ČHNJ) i Demokratycznej Partii Zielonych (DSZ)[26].
- Partia Wolnych Obywateli (Svobodní) nie poparła żadnego kandydata, ale opublikowała post na Twitterze, gdy Mirek Topolánek ogłosił swoją kandydaturę, ogłaszając, że będą obserwować jego kandydaturę[69]. Przywódca partii Tomáš Pajonk oświadczył, że partia powinna wybrać kandydata któremu udzieli poparcia[70]. W dniu 9 grudnia 2017 Svobodní rozpoczęli rozmowy z Topolánkiem, Hynkiem i Hannigiem, aby wytypować jednego kandydata[71].
- Realiści (REAL) mianowali Jiří Hynka na swojego kandydata[72].
- TOP 09 postanowił nie popierać żadnego kandydata, ale Jiří Drahoš i Pavel Fischer są uważani za kandydatów, którzy programowo są najbliżej partii[73]. Czołowi członkowie TOP 09 wyrazili zgodę na decyzję Drahoša[74]. Były przywódca Karel Schwarzenberg poparł Fischera[75], a Miroslav Kalousek pozytywnie wypowiadał się na temat kandydatury Mirka Topolánka[76].

## Oficjalna kampania wyborcza

### Listopad 2017
Mirek Topolánek zorganizował 7 listopada konferencję prasową w trakcie, której oświadczył, że chce być „silnym, demokratycznym i politycznym kandydatem”, dodając, że był on zmotywowany do poparcia spotkania Zemana z Andrejem Babišem w Lány. Stwierdził, że „Zeman powinien przejść do historii jako premier, który wprowadził Republikę Czeską do NATO, a nie jako prezydent, który naruszył konwencje konstytucyjne”. Topolánek przedstawił także swój sztab składający się z Dany Makrlíkovej, Gabrieli Kloudovej, Dalibora Veřmiřovskiego i Edvarda Kožušníka. 9 listopada 2017 do zespołu dołączył Jakub Horák specjalista ds. Public Relations odpowiedzialny za udaną kampanię Partii Piratów w wyborach parlamentarnych w październiku 2017.
Po zakończeniu etapu zgłaszania kandydatur część prawników konstytucyjnych zauważyło, że niektórzy senatorowie i parlamentarzyści nominowali więcej niż jednego kandydata, co może być niezgodne z prawem. Ministerstwo Spraw Wewnętrznych interpretowało prawo jako umożliwiające ustawodawcom wspieranie więcej niż jednego kandydata i opublikowało tę interpretację w internecie, którą następnie kandydaci i senatorowie śledzili. Wśród kandydatów zagrożonych błędem ze strony ministerstwa znaleźli się Topolánek, Hannig i Hynek. Jan Kysela zauważył, że wątpi, że sąd zdyskwalifikuje tych kandydatów, ponieważ będą karać ich za błąd popełniony przez kogoś innego.
14 listopada KDU-ČSL zatwierdziła kandydaturę Drahoša. Niektórzy kandydaci pojawili się na Festiwalu Wolności w dniu 17 listopada, aby upamiętnić aksamitną rewolucję. Drahoš, Hilšer i Fischer wygłosili przemówienia, ale organizatorzy odmówili udziału Topolánkowi i Horáčekowi, twierdząc, że chcieli udostępnić platformę kandydatom, którzy byli zgodni z wartościami z 17 listopada. Podjęta decyzja mocno rozgniewała Horáčka, który był bezpośrednim uczestnikiem wydarzeń z 17 listopada 1989 roku.
Terezie Holovská złożyła pozew przeciwko pięciu kandydatom (Hannig, Hilšer, Hynek, Kulhánek i Topolánek), twierdząc, że powinni zostać zdyskwalifikowani, ponieważ niektórzy posłowie i senatorowie nominowali więcej niż jednego kandydata. Holovská wcześniej szukała nominacji wśród parlamentarzystów, ale nie zdołała uzyskać wystarczającej liczby nominacji i została zdyskwalifikowana.
Pavel Fischer rozpoczął kampanię 30 listopada, pod hasłem „Wiem, jak to zrobić”. Fischer powiedział, że chce przywrócić Republikę Czeską na mapę świata. Topolánek również rozpoczął kampanię tego samego dnia, krytykując politykę Zemana i wzywając do aktywnej roli w NATO i UE. Powiedział, że „Republika Czeska potrzebuje kogoś, kto wie, jak pracować ciężko”. Topolánek odrzucił limity migrantów i przyjęcie euro, choć stwierdził, że nie ma alternatywy dla Unii Europejskiej.

### Grudzień 2017
1 grudnia Drahoš wyraził obawy, że Rosja może wpłynąć na wybory, i spotkał się z premierem Bohuslavem Sobotką, aby omówić tę sprawę. Wyraził także przekonanie, że Rosja wpłynęła na wybory parlamentarne w 2017 roku. Informacyjna Służba Bezpieczeństwa (BIS) wydała oświadczenie, w którym odrzuciła oskarżenia Drahoša. Prezydent Zeman skrytykował Drahoša za rozpowszechnianie „teorii spiskowych”. Topolánek skomentował, że Drahoš pokazał, że nie wie zbyt wiele o polityce i wezwał do telewizyjnej debaty między nim a Drahošem, ponieważ nie można jej zmanipulować zagraniczną propagandą. 9 grudnia Zeman wystąpił na konferencji partii Wolność i Bezpośrednia Demokracja (SPD) i otrzymał jej pośrednie wsparcie.
13 grudnia Najwyższy Sąd Administracyjny oddalił powództwo złożone w listopadzie przez Terezie Holovská. Sąd potwierdził, że posłowie i senatorowie mogli podpisać się tylko pod jedną kandydaturę, ale orzekł, że wszyscy kandydaci mogą brać udział w wyborach.

### Styczeń 2018
2 stycznia Česká televize i Český rozhlas rozpoczęły nadawanie przedwyborczych spotów kandydatów na prezydenta. Prezydent Miloš Zeman, poprzez swojego rzecznika Jiříego Ovčáčka powiedział, że nie wykorzysta przysługującego mu czasu na spoty, ponieważ byłby to osobista kampania, której nie chce prowadzić.

## Debaty
Pierwsza debata odbyła się 8 listopada 2017 na Uniwersytecie Karola. W debacie uczestniczyli Jiří Drahoš, Michal Horáček, Marek Hilšer, Jiří Hynek, Pavel Fischer, Petr Hannig i Mirek Topolánek. Miloš Zeman odmówił udziału, a zamiast tego udał się do Ołomuńca, aby spotkać się z obywatelami. Topolánek wezwał do obrony granicy Schengen. Drahoš oświadczył, że chce szacunku dla zasad. Moderator wspomniał o ataku Drahoša na Topolánka. Publiczność mogła głosować na tych, których najbardziej lubią. Drahoš i Hilšer otrzymali najwięcej głosów. Według Hospodářské Noviny Topolánek i Hilšer wydawali się najbardziej naturalnymi kandydatami.
W dniu 13 listopada 2017 w Seznam News odbyła się debata prezydencka. Udział wzięli Topolánek, Drahoš, Horáček, Fischer, Hilšer i Kulhánek. Topolánek został uznany zwycięzcą debaty. Kolejna debata odbyła się w Libercu 16 listopada 2017.

## Wyniki wyborów
W pierwszej turze wyborów zwyciężył urzędujący prezydent Miloš Zeman (Partia Praw Obywateli), który otrzymał 38,56% ważnie oddanych głosów. Kontrkandydat z którym zmierzy się w drugiej turze, Jiří Drahoš, uzyskał wynik 26,60%. Frekwencja wyniosła 61,92%.
W drugiej turze wyborów ponownie zwyciężył urzędujący prezydent Miloš Zeman. Frekwencja wyniosła 66,60% (najwyższa w ciągu ostatnich 20 lat i trzecia najwyższa w historii Czech).
| Miloš Zeman                    | Partia Praw Obywateli            | 1 985 547 | 38,56  | 2 853 390 | 51,37  |
| Jiří Drahoš                    | bezpartyjny                      | 1 369 601 | 26,60  | 2 701 206 | 48,63  |
| Pavel Fischer                  | bezpartyjny                      | 526 694   | 10,23  | –         | –      |
| Michal Horáček                 | bezpartyjny                      | 472 643   | 9,18   | –         | –      |
| Marek Hilšer                   | bezpartyjny                      | 454 949   | 8,83   | –         | –      |
| Mirek Topolánek                | bezpartyjny                      | 221 689   | 4,30   | –         | –      |
| Jiří Hynek                     | Realiści                         | 63 348    | 1,23   | –         | –      |
| Petr Hannig                    | Rozumni                          | 29 228    | 0,56   | –         | –      |
| Vratislav Kulhánek             | Obywatelski Sojusz Demokratyczny | 24 442    | 0,47   | –         | –      |
| Razem                          | Razem                            | 5 148 141 | 100,00 | 5 554 596 | 100,00 |
| Głosy nieważne                 | Głosy nieważne                   | 29 097    | 0,56   | 13 031    | 0,33   |
| Koperty niewykorzystane        | Koperty niewykorzystane          | 3 052     | 0,06   |           |        |
| Frekwencja                     | Frekwencja                       | 5 180 290 | 61,92  | 5 569 665 | 66,60  |
| Źródła: Český statistický úřad |                                  |           |        |           |        |

|  |  |